# Unió per la Democràcia i la Solidaritat Nacional
La Unió per la Democràcia i la Solidaritat Nacional (Francès: Union pour la Démocratie et la Solidarité Nationale) és un partit polític opositor de Benín, part de l'Aliança Estel·lar. A les últimes eleccions legislatives, 30 de març del 2003, l'Aliança Estel·lar va guanyar 3 dels 83 escons.